# Никифоров, Григорий Александрович
Григорий Александрович Никифоров (1918—2011) — ведущий лётчик-испытатель Государственного научно-исследовательского института гражданской авиации Министерства гражданской авиации СССР, гор. Москва. Герой Социалистического Труда (1971).

## Биография
Григорий Александрович Никифоров родился 6 января 1918 года в городе Кузнецке (ныне — Пензенская область). В 1940 году он окончил Тамбовское лётное училище, после чего работал лётчиком в Гражданском воздушном флоте. Участвовал в боях Великой Отечественной войны, совершил 187 боевых вылетов. После окончания войны Никифоров был уволен в запас, работал в гражданской авиации.
В 1953 году Никифоров перешёл на работу в Государственный научно-исследовательский институт гражданской авиации, был лётчиком-испытателем, старшим лётчиком-испытателем. В 1960 году он окончил Школу лётчиков-испытателей. Стал одним из первых лётчиков, освоивших самолёт «Ту-104», проводил на нём много испытаний и исследований. Также испытывал самолёты «Ту-104Б», «Ту-154», «Ил-18», «Ил-62». В общей сложности за время своей работы в качестве лётчика-испытателя Никифоров налетал более пятнадцати тысяч часов.
15 июня 1971 года неопубликованным Указом Президиума Верховного Совета СССР удостоен высокого звания Героя Социалистического Труда за «выдающиеся успехи в выполнении заданий пятилетнего плана по перевозке пассажиров воздушным транспортом, применению авиации в народном хозяйстве страны и освоении новой авиационной техники» с вручением ордена Ленина и медали «Серп и Молот».
Уйдя на пенсию, Никифоров работал в ДОСААФ, занимался дельтапланерным спортом. Скончался 31 октября 2011 года, похоронен на Калитниковском кладбище Москвы.
Заслуженный пилот СССР (1969). Также был награждён двумя орденами Ленина, орденами Отечественной войны 2-й степени, Трудового Красного Знамени и Красной Звезды, рядом медалей.